# なにわ男子 Debut Tour 2022 1st Love
『なにわ男子 Debut Tour 2022 1st Love』（なにわだんし デビュー ツアー 2022 ファースト ラブ）は、なにわ男子デビュー後初のアリーナツアー。2022年7月から11月にかけて開催され、2023年4月26日にジェイ・ストームから映像作品化された。

## 解説（ツアー）
2021年11月12日に「初心LOVE」でCDデビューをしたなにわ男子が、デビューから半年を記念して2022年5月26日に実施したインスタライブ「#なにわと半年祝お」で、1stアルバム『1st Love』の発売とともに発表された。デビュー後初となる本ツアーは、7月23日の国立代々木競技場 第一体育館公演から始まる予定だったが、17日にメンバーの大橋和也が新型コロナウイルスに感染し、一部公演の延期が発表。27日の大阪城ホール公演から始まった。また、23日・24日に開催される予定だった国立代々木競技場 第一体育館での公演は11月2日・3日に横浜アリーナで、26日の大阪城ホールでの公演は9月23日に同所で振替公演としてそれぞれ開催された。

### 日程・会場
※は1日2公演で、いずれも2022年に開催。出典をもとに記載。
- 7月23日※・24日※：東京都・国立代々木競技場 第一体育館11月2日※・3日※：神奈川県・横浜アリーナ
- 7月26日9月23日・7月27日※・28日※：大阪府・大阪城ホール
- 8月5日※・6日※・7日：愛知県・日本ガイシスポーツプラザ ガイシホール
- 8月9日・10日※：広島県・広島グリーンアリーナ
- 8月13日・14日※：福岡県・マリンメッセ福岡A館
- 8月20日※・21日※：福井県・サンドーム福井
- 8月26日※・27日※・28日：静岡県・エコパアリーナ
- 9月9日・10日※・11日※：宮城県・セキスイハイムスーパーアリーナ
- 10月14日※・15日※・16日：北海道・真駒内セキスイハイムアイスアリーナ

## 映像化作品

### 概要
上述したツアーより、11月2日の神奈川県・横浜アリーナ公演を収録。
ジャケットビジュアルは初回限定盤・通常盤でそれぞれ異なる。DVD2枚組またはBlu-ray2枚組が付属する初回限定盤・通常盤の2形態で発売。

#### 全形態共通
デビュー曲の『初心LOVE』やアルバム収録の『ちゅきちゅきハリケーン』、『ダイヤモンドスマイル』また、新曲の『ハッピーサプライズ』を含む全33曲を収録。

#### 通常盤
本編収録の11月2日公演以外のツアー全38公演のMCを約2時間半のダイジェストにしたMC Collectionがそれぞれ収録されている。
また、オリジナル・ポストカードが封入されている。

#### 初回限定盤
初回限定盤には特典映像として、11月3日の横浜アリーナ最終公演のダブルアンコールで披露された「Time View〜果てなく続く道〜」と、デビュー後初のライブを作り上げていく過程や幕開けを迎えるまでのメンバーに密着したドキュメントが収録。初回限定盤は三方背・デジパック仕様で60P LIVEフォトブックレットが封入される。

### 収録内容

#### Disc1（全形態共通）
「なにわ男子 Debut Tour 2022 1st Love」LIVE本編映像（約138分）
1. Overture
2. 初心LOVE
3. NANIWA’n WAY
4. 僕らの I LOVE YOU
5. Dreaminʼ Dreamin’
6. ダイヤモンドスマイル
7. 君だけを逃さない
8. What a funky time!!
9. NANDE?!
10. 妄想っちゅーDiscooooooo!!
11. サチアレ
12. Good Day!!
13. 月火水木君曜日
14. 魔法ヶ丘
15. ハッピーサプライズ
16. Brand New Heroine
17. Timeless Love
18. ちゅきちゅきハリケーン
19. 関西アイランド（関西ジャニーズJr.）
20. なにわLucky Boy!!
21. アオハル -With U With Me-
22. Soda Pop Love
23. 僕空〜足跡のない未来〜
24. 夢わたし
25. 夜這星
26. Shall We... ?
27. 2Faced
28. The Answer
29. シンシア
30. Welcome to アイラブユー
31. Emerald
32. なにわの男子やねん！
33. 初心LOVE
34. Time View〜果てなく続く道〜（横浜アリーナ最終公演ダブルアンコール）※初回限定盤のみ収録。

#### Disc2（初回限定盤）
1. 「なにわ男子 Debut Tour 1st Love」ドキュメント（約60分）

#### Disc2（通常盤）
1. 「なにわ男子 Debut Tour 1st Love」MC Collection（約147分）

## チャート成績
本作は2023年5月8日付オリコン週間DVDランキング、同Blu-ray Disc（以下「BD」）ランキング、同ミュージックDVD・BDランキングの映像3部門で、2022年2月発売の前作『なにわ男子 First Arena Tour 2021 #なにわ男子しか勝たん』から2作連続・通算2作目の同時1位を獲得した。初週売上はDVDが10.9万枚、BDが19.3万枚、合計が前作の25.2万枚を超える30.2万枚となり、映像3部門いずれも自己最高初週売上を記録した。